# Irigny
Irigny är en kommun i departementet Rhône i regionen Auvergne-Rhône-Alpes i östra Frankrike. Kommunen ligger i kantonen Irigny som tillhör arrondissementet Lyon. År 2022 hade Irigny 8 909 invånare.

## Befolkningsutveckling
Antalet invånare i kommunen Irigny
| Referens: INSEE |